# Psilanthus lebrunianus
Psilanthus lebrunianus là một loài thực vật có hoa trong họ Thiến thảo. Loài này được (Germ. & Kesler) J.-F.Leroy ex Bridson miêu tả khoa học đầu tiên năm 1987.